# Anthrax detecta
Anthrax detecta är en tvåvingeart som först beskrevs av Walker 1852.  Anthrax detecta ingår i släktet Anthrax och familjen svävflugor. Inga underarter finns listade i Catalogue of Life.